# Гидеон, Самсон
Самсон Гидеон (англ. Sampson Gideon; февраль 1699, Лондон — 17 октября 1762, Кент) — английский финансист еврейского происхождения.

## Биография
Второй сын (из пяти) Роулэнда Гидеона, вест-индийского купца, переселившегося в Англию из Португалии и получившего право гражданства.
С. Гидеон вёл свои спекуляции так осторожно, что крайне редко терял на них. Его репутация была такова, что британское правительство прибегало как к его финансовой помощи, так и к советам по обеспечению государственного долга и финансированию армии.
Начиная с 1742 года он был советником по финансовым делам английского правительства, которое С. Гидеон ссужал во время Испанско-французской войны 1742—1744 гг., якобитского восстания 1745 года и Семилетней войны (1756—1763)
В начале Семилетней войны (1756—1763) Гидеон на свои средства вербовал солдат для армии. В 1754 г. он вышел из сефардской общины, однако продолжал быть евреем и из оставленного им состояния в 580 000 фунтов стерлингов (эквивалент 79,5 миллионов долларов в 2016 году) завещал 1 000 фунтов синагоге Bevis Marks с условием, чтобы его похоронили на еврейском кладбище Mile End. После выступления из общины Гидеон продолжал также платить свой ежегодный синагогальный взнос под названием «Peloni Almoni».
Полагают, что он был в числе основателей Лондонской фондовой биржи.
Был активным сторонником Закона о натурализации евреев 1753 года. Умер от водянки .
Его сын Самсон Эрдли, 1-й барон Эрдли (1744—1824) окончил Итонский колледж, в 1759 году стал баронетом, с 1789 года — 1-й барон Эрдли.
В числе его потомков — Хью Чайлдерс.